# Hugo av Sankt Victor
Hugo av Sankt Victor (franska Hugues de Saint Victor), född omkring 1097, död 11 februari 1141, var en mystiker, filosof och skolastiker, av tyskt eller franskt ursprung.
Hugo uppfostrades i klostret Hamersleben, nära Halberstadt, och flyttade sedan till klostret Sankt Victor (nära Paris), där han tillbringade återstoden av sitt liv under studier och kontemplation. Han betecknas som mystikens grundläggare i Frankrike; genom att upptaga såväl Dionysios Areopagitas mystik som personliga mystiska upplevelser och dialektiskt behandla dessa med teologins hjälpmedel utbildade han även mystiken som en gren av den medeltida skolastiken. 
I sin metod var han påverkad av Pierre Abelard, ehuru han på grund av sitt mystiska huvudintresse avgjort tog parti för Bernhard av Clairvaux i dennes strid med Abelard och kraftigt bidrog till Bernhards och därmed till den mera kyrklig-dogmatiska skolastikens seger. I S:t Victor stiftade han en skola av teologer, som mot 1100-talets slut förde den äldre skolastiska mystiken till sin högsta blomstring. 
Hans viktigaste skrifter är Eruditio didascalica, en encyklopedisk översikt över allt mänskligt vetande, som förberedelse till teologin, Summa sententiarum, en skolastisk dogmatik, och De sacramentis fidei, där hela trosinnehållet ställes under katolsk sakramental synpunkt; hans mystik framlägges i en kommentar till Areopagita och ett flertal andra skrifter. Hans samlade verk trycktes i Paris 1528 och har sedermera många gånger utgivits (band 175-177 i Mignes "Patrologia").